# Opel Speedster
Opel Speedster — тарга, выпускавшаяся компанией Opel с 2000 по 2005 год в британском Норфолке на заводе Lotus. В Англии продавался как Vauxhall VX220, а в Азии как Daewoo Speedster. Автомобиль построен на базе Lotus Elise второго поколения и оснащался двигателями объёмом 2 и 2.2 литра. Speedster был одним из самых доступных родстеров, его примерная цена в Германии составляла 30000$.
В 2003 году появилась версия Opel Speedster Turbo с двухлитровым наддувным двигателем, развивающим 200 л. с.